# BDSM

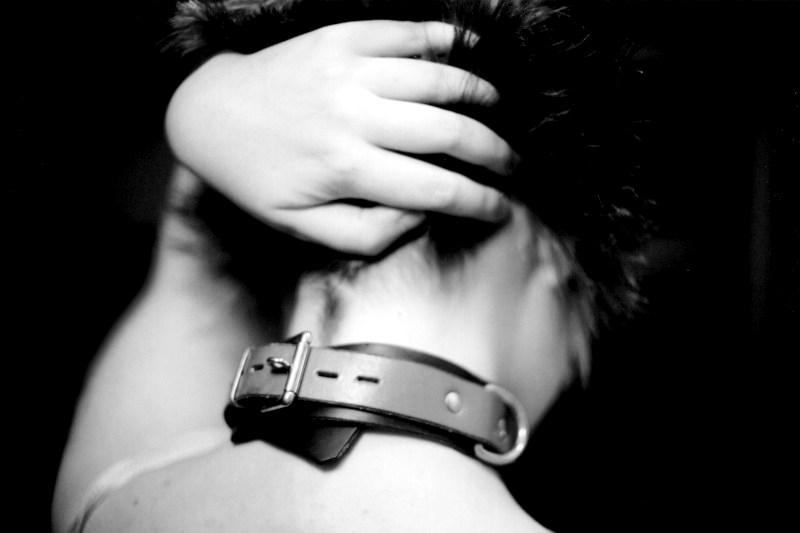
collar（首輪）

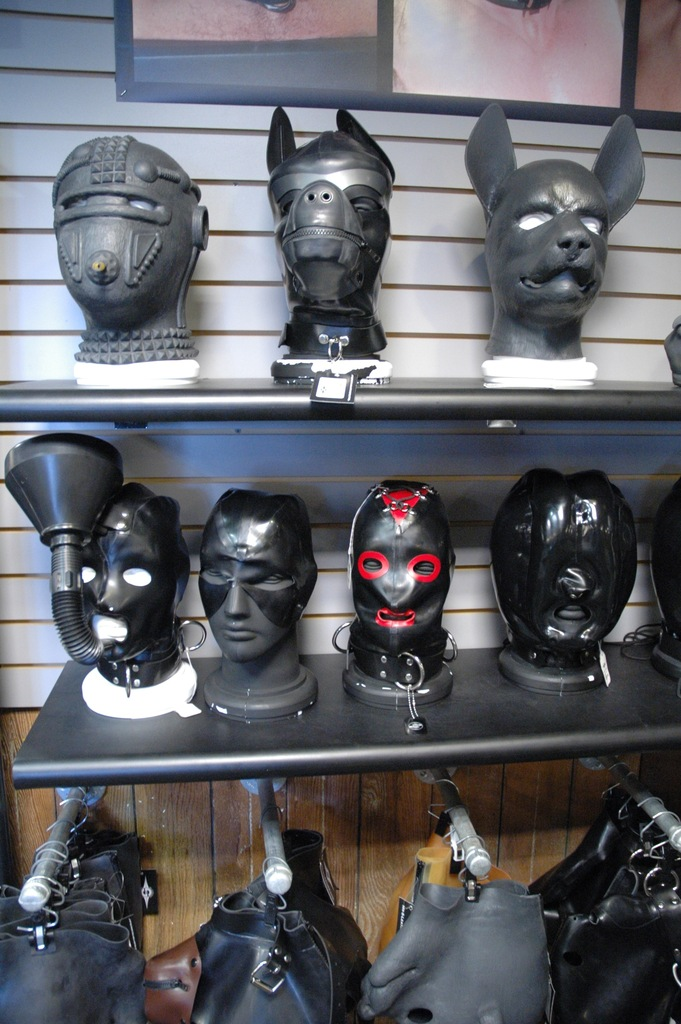
BDSMプレイ用の仮面

BDSM（ビーディーエスエム）とは、ボンデージ、ディシプリン、サディズム、マゾヒズムをひとまとめにして表現する言葉である。
- 「B」…Bondage（ボンデージ）
- 「D」…Discipline（ディシプリン）
- 「SM」…Sadism & Masochism（サディズム & マゾヒズム）

BDSMは上記の「B」「D」「SM」にとどまらず、力と支配を中心とした幅広いキンクやフェティシズムなどの性的行動、遊び、関係を包括する用語である。近しい文脈で語られる別の略語として、D&S、DS、D/S…Domination & Submission（ドミネイション：支配 & サブミッション：服従）と呼ばれる言葉もある。そのためSMと区別してBDSMはBondage & Discipline（またはDomination） & Submission & Manipulation（マニピュレーション：操作）などと原義が割り振られることがあり、解釈は様々である。ボンデージは直訳すれば「捕われの身分」であり、その状態を指す。ディシプリンは「懲戒」を意味し、西洋では体罰による厳しい躾も意味する。サディズムは加虐性向、マゾヒズムは被虐性向であるので、状況としての嗜虐と行為としての嗜虐を含む広範な言葉と言える。行為を終わらせるための合図の言葉であるセーフワードをあらかじめ決めておくことがある。

## BDSMプレイの例

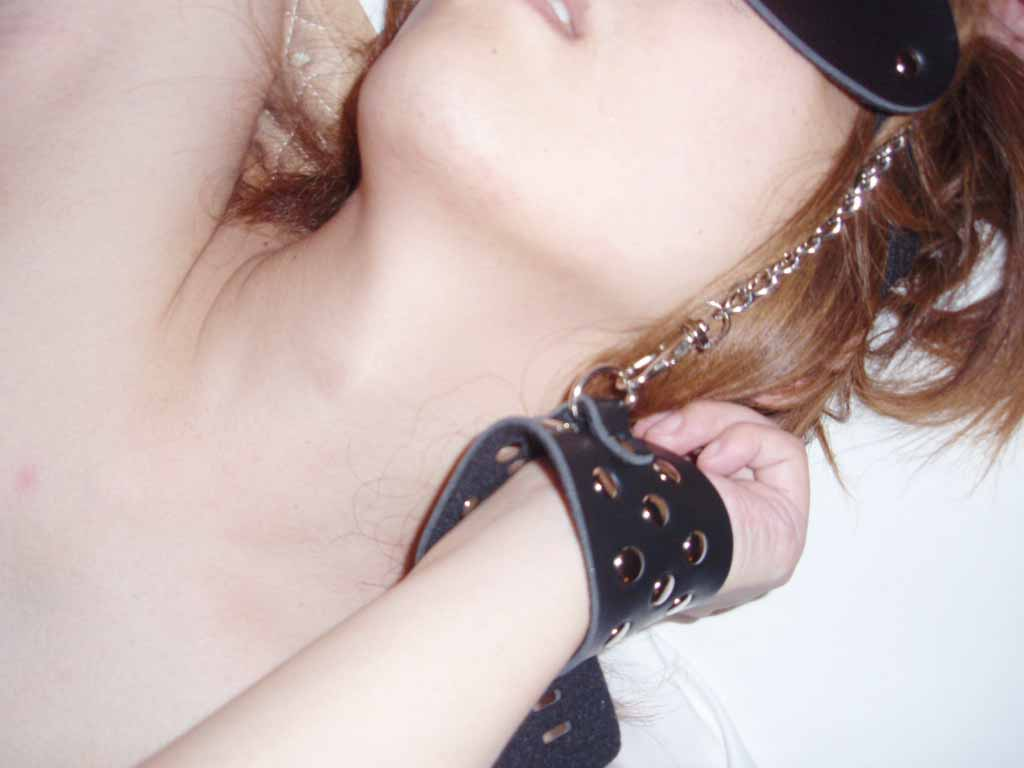
目隠しと手錠

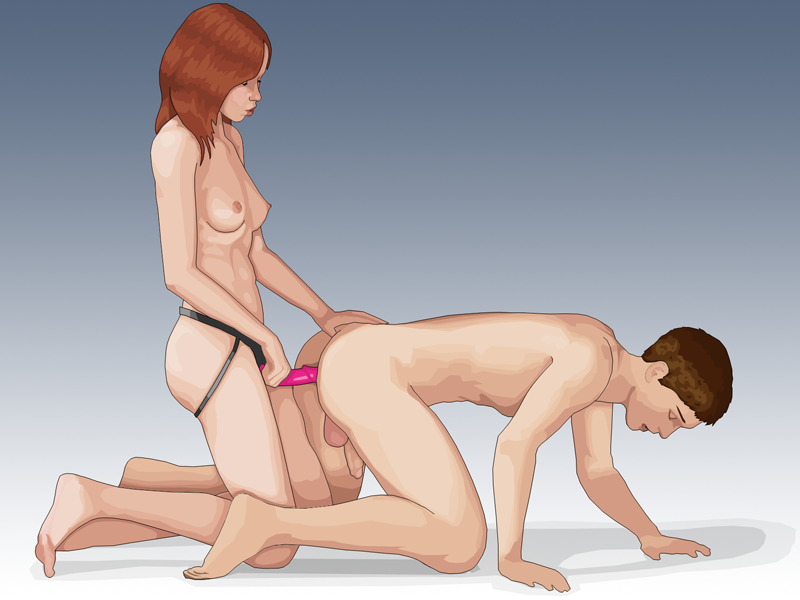
女性がペニスバンドを装着して男性にアナルセックスを行う（Pegging）

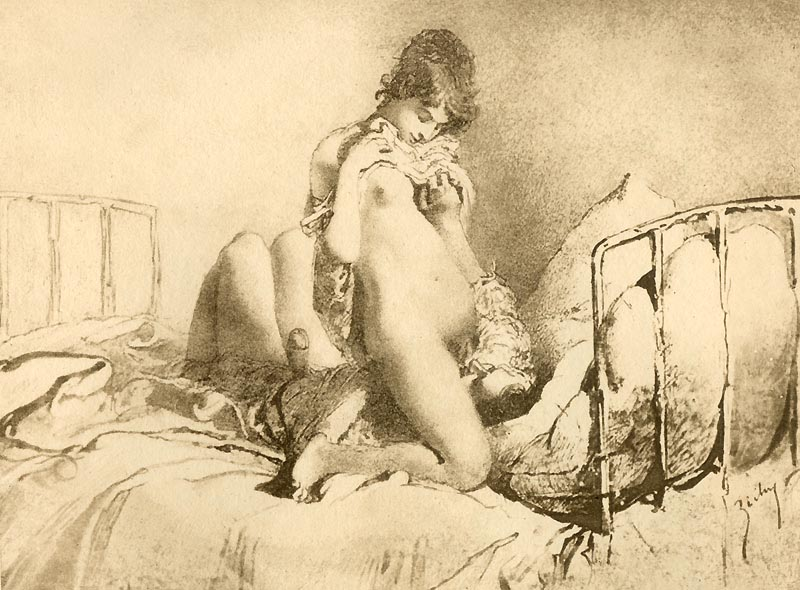
顔面騎乗

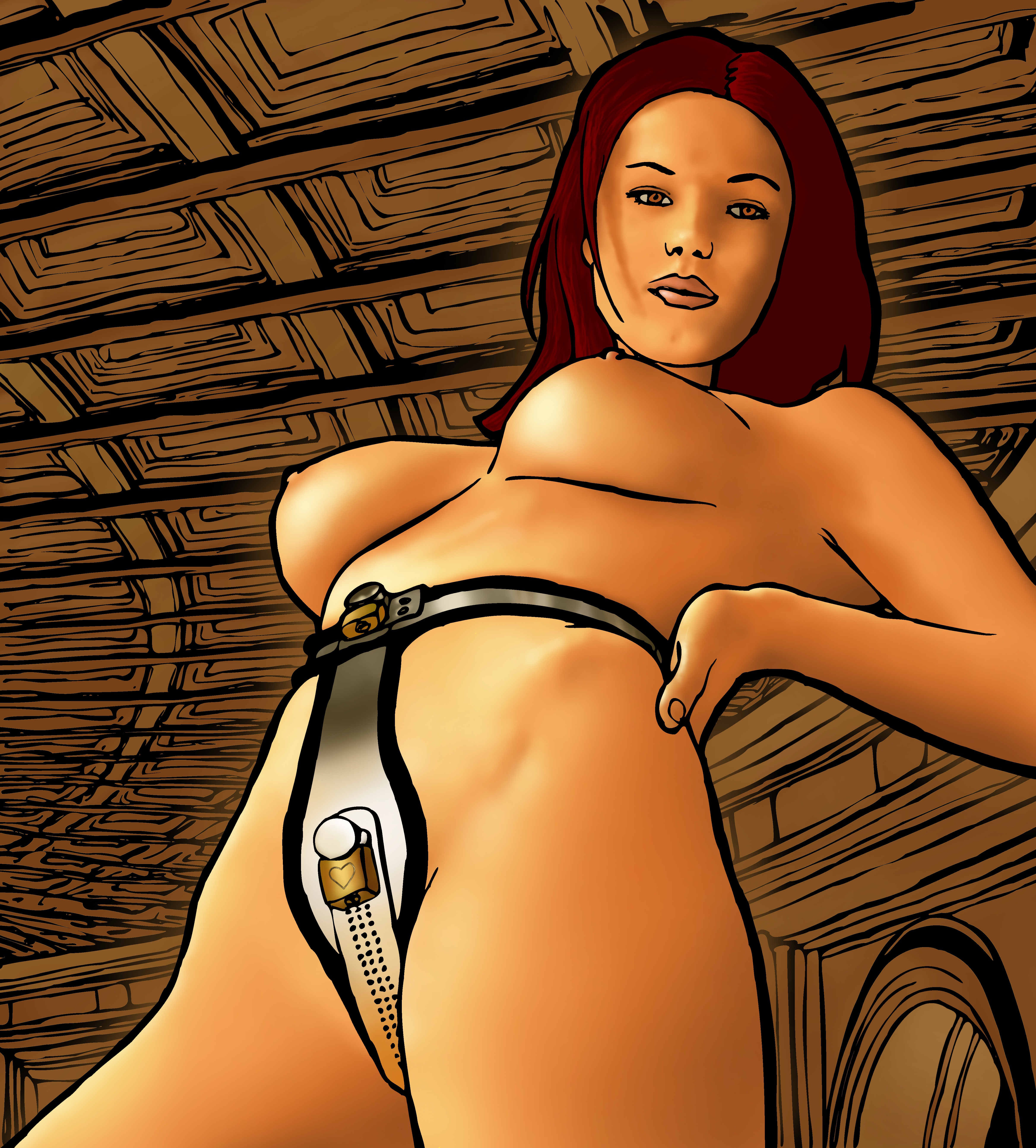
貞操帯

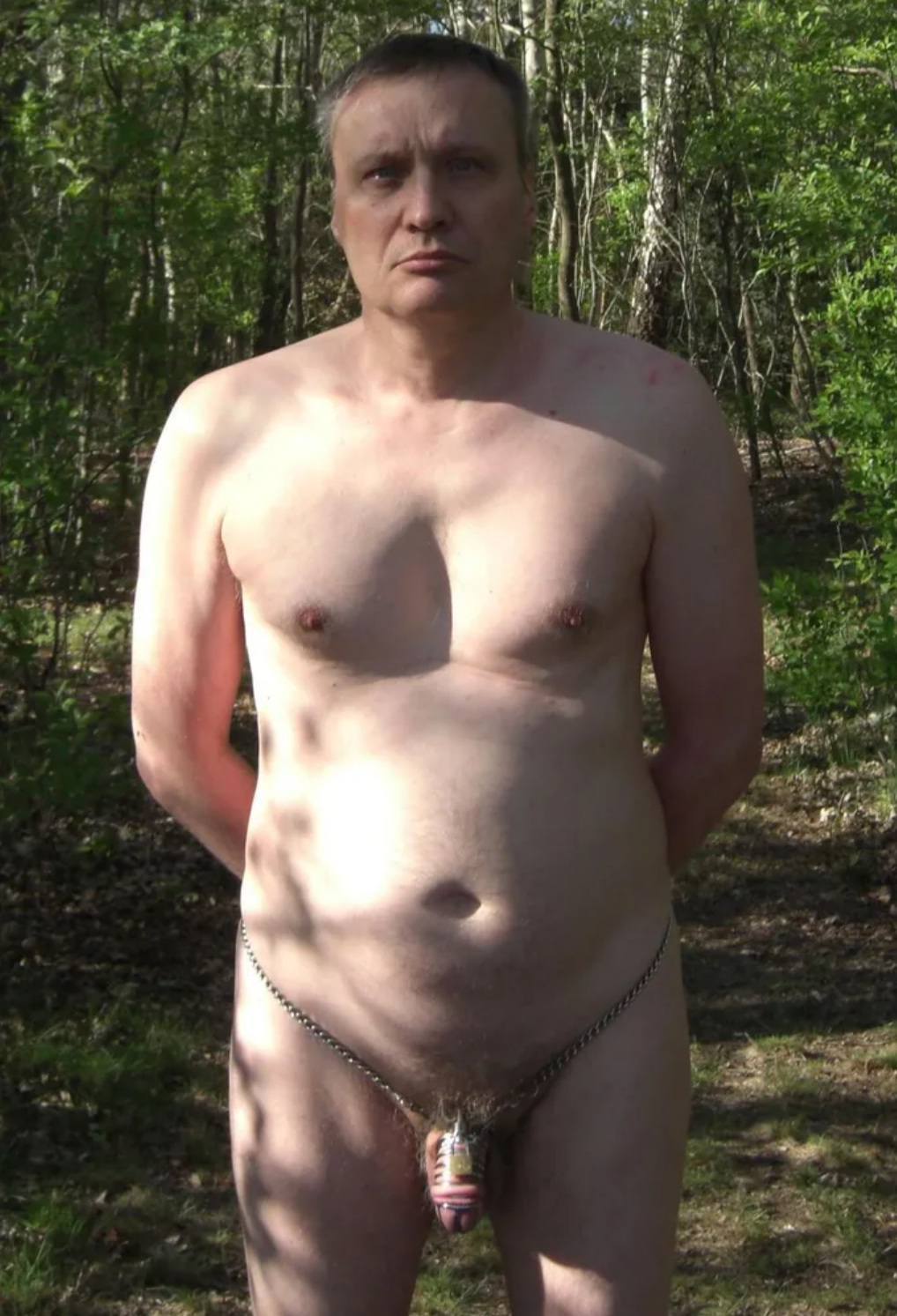
ペニスケージ

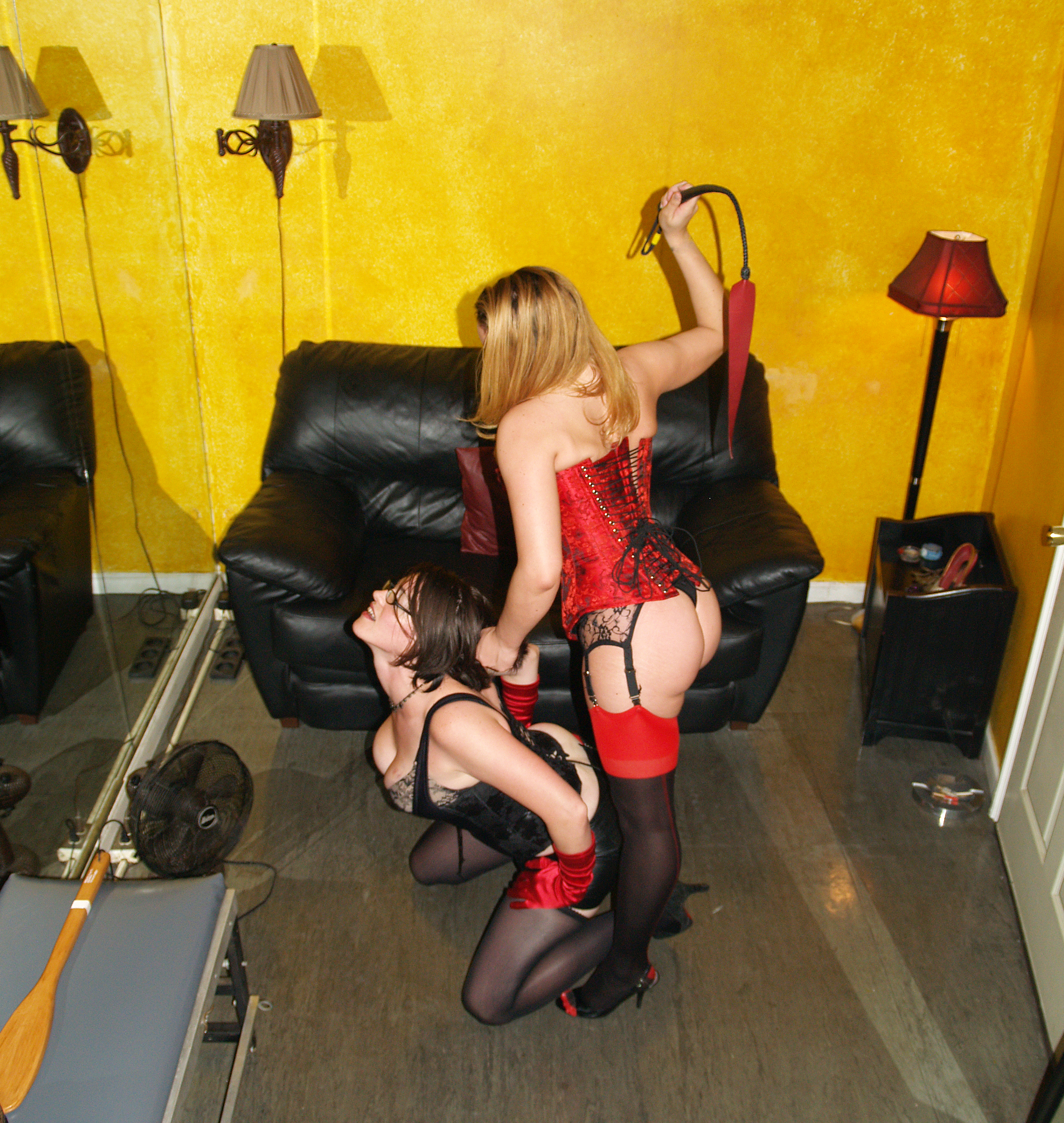
フェムドム

ロールプレイ
パートナー同士が誘拐犯と被害者などお互いに役柄を決めて行う。傍目から見れば実際に犯罪を行っていると間違われる場合も多い。
エイジプレイ
日本では幼児プレイが一般的であるが、父と娘、母と息子など年齢差のある役割として行うロールプレイ。
ヒューマン・アニマル・ロールプレイ
パートナーを人間ではなく動物として扱う。ネコ、イヌ、ウマ（ポニーガール）などが欧米では人気がある。
オークションプレイ
擬似的な人身売買の商品とするプレイ。

フェムドム
逆レイププレイ
女が男を襲う。
顔面騎乗プレイ
男側が「受け身」になる。
射精管理
男性用貞操帯またはペニスケージを用いて男の射精を管理する。
コック・アンド・ボール・トーチャー（Cock And Ball Torture、CBT）
男の陰茎・睾丸を責める。
逆アナルセックス
女がペニスバンドを装着して男の肛門を犯す。

ポゼッションプレイ
パートナーを家具にする。ベッドのマットレスをくり抜いて入れその上で寝る、ソファーとクッションの間に入れる、椅子にするなど。
緊縛プレイ
縄で相手を緊縛する。
ろうそくプレイ
火のついたろうそくを傾けて、滴り落ちる溶けた蝋を肉体に垂らす。緊縛してろうそくを垂らすというプレイはSMのAVでは定番として行われている。
強制女性化
服従側のパートナーを女装させたり、女性的に振る舞うよう調教する。

## 学術研究

### 社会的（非‐医学的）研究
Richtersら（2008）の調査によると、BDSMを実践している人はより幅広い性的実践を経験している（たとえば、オーラルセックスやアナルセックス、複数のパートナー、グループセックス、テレフォンセックス、ポルノ視聴、性玩具の使用、フィストファック、アニリングスなど）。しかしBDSM実践者は、性行為を強制されたり、不幸になったり、不安を感じたり、性的困難を経験したりという傾向はみられなかった。むしろBDSMを実践していた男性は、そうでない男性よりも心理的苦痛の度合いが低かった。
現代の科学的基準を用いたBDSMの心理学的側面に関する研究はほとんどない。Charles Moserによると、BDSMに共通の症状や精神病理があるという証拠はなく、BDSM実践者が自らの性的嗜好に基づいて特別な精神的な問題を抱えているという証拠はないと強調している。
しばしば問題が生じるのは、自分自身を分類するときである。「カミングアウト」の段階で、自分自身の「正常さ」について自問自答することがきわめて一般的である。Moserによると、BDSM嗜好を自覚することによって、現在の非‐BDSMな関係を破壊するかもしれないという恐れを引き起こしうるという。このことが、日常生活における差別の恐れと相まって、場合によっては非常に負担の大きな二重生活へつながる可能性もある。またBDSM嗜好を否定することは、自分自身の「ヴァニラ」なライフスタイルによるストレスと不満や、パートナーを見つけられないという不安を引き起こす可能性もある。ほとんどの場合BDSM嗜好を取り除くことは不可能であるため、BDSM嗜好を取り除きたいという願望が心理的問題を引き起こすこともある。最後に、BDSM実践者が暴力的な犯罪をすることはめったにないとされている。一般的にBDSM実践者の犯罪は、BDSM実践とは関係がない。Moserの研究では、BDSM実践者たちの社会的権利を否定する理由になるような科学的証拠はないと結論づけられている。スイスの精神分析者Fritz Morgenthalerも著書Homosexuality, Heterosexuality, Perversion (1988)で同様の見方を共有している。Morgenthalerは、問題は必ずしも非規範的な行動から起こるのではなく、ほとんどの場合、自らの嗜好に対する社会的反応から生じると主張している。また1940年に精神分析家Theodor Reikも暗に同じ結論に達している。
Moserの結論は、オーストラリアで行われたBDSMの人口統計的および心理社会的特徴に関するRichtersら（2008）の研究によって、さらに支持されている。Richtersら（2008）は、BDSM実践者が対照群よりも性的暴行を経験していない傾向にあり、また対照群と比べて不幸や不安を感じる傾向がないことを発見した。さらにBDSM男性は、対照群よりも心理的幸福のレベルが高いと述べている。そして「BDSMは、マイノリティにとって端的に魅力ある性的関心またはサブカルチャーであり、過去に受けた虐待や『正常な』セックスにともなう困難などによる病理学的症状ではない」と結論づけている。

### ジェンダー研究
どの性別の人間がBDSM実践者に多いかという研究や、BDSMの役割（トップやボトム）の割合に関する研究のような、性差やBDSMでの役割の差に関する実証的研究はあまりない。
BDSMや性倒錯に対するよくある誤解の1つとして、女性が男性よりもマゾヒズム的役割を担う傾向にある、というものがある。Roy Baumeister（2010）の研究では、女性よりも男性のマゾヒストが多く、女性優位よりも男性優位の方が少なかった。このような研究から、BDSMにおいて性別やマゾヒズム役割について決めつけてはならないということが示唆される。こうした誤解が生じた理由の一つとして、女性性に関する社会的・文化的な固定観念が挙げられる。マゾヒズムは、男性の女性化や女性の超女性的な衣装などのような活動を通じて、ある種のステレオタイプ的な女性的要素を強調することもある。しかし、こうした服従的なマゾヒズム役割の傾向を、ステレオタイプな女性役割と結びつけて解釈するべきではない。また、多くのマゾヒズムのスクリプトにはこうした傾向は含まれていない。
またEmily Priorによれば、女性マゾヒストのなかには伝統的な従属的役割を実践しているように見える人もいるかもしれないが、BDSMで女性たちは、支配的役割と服従的役割どちらにおいても、自らの性的アイデンティティを通じて個人的能力を表現したり経験したりすることができる。2013年にPriorはマゾヒストを自認する女性たちにインタビュー調査を行ない、彼女たちが自らの性的アイデンティティとフェミニストとしてのアイデンティティとの間に矛盾を感じているかどうかを尋ねた。Priorの研究によれば、彼女たちはほとんど矛盾を感じておらず、実際にはむしろフェミニストとしてのアイデンティティが自らの服従的な性的アイデンティティを支えていると感じていた。彼女たちにとって服従的な性行動や性的アイデンティティは、場合によってはむしろ個人的、性的、感情的なニーズを満足させるようなものである。Priorは、たとえ服従的な性的アイデンティティがフェミニズムの理想から外れていると思われるときでも、第3波フェミニズムはBDSMコミュニティの女性たちに、自らの性的アイデンティティを充分に表現するための場を提供していると主張している。

## セクシュアル・マイノリティとの関係
BDSMに参加するすべての人々がセクシュアル・マイノリティ（LGBTやクィア）であるわけではなく、すべてのセクシュアル・マイノリティの人々がBDSMに参加するわけでもない。しかし、この両者のコミュニティは歴史的に重なる接点もあった。例えば、ゲイバーやボンテージ店などが密接していたエリアなどが存在していた。